# آل سنان (مكيراس)

تعديل مصدري - تعديل

ال سنان هي إحدى قرى عزلة مكيراس بمديرية مكيراس التابعة لمحافظة البيضاء، بلغ تعداد سكانها 289 نسمة حسب تعداد اليمن لعام 2004.